# Tulunbeg
Tulunbeg (Tülüngbeg) o Tulunbek fou un kan de l'Horda d'Or vers 1371 a 1373.
Apareix després de Hasan Beg Khan i existeixen algunes monedes datades entre 1371 i 1373 encunyades a Nova Sarai que l'esmenten però es dona el cas curiós que en algunes és anomenat kan i en altres reina. Alguns historiadors pensen que era una reina i que quan se'n parla com a kan és un terme ambigu; podria ser la vídua d'Aziz Xaikh que se sap que era una persona d'alta influència que va enviar fins i tot ambaixadors als principats russos com delegats personals al costat dels delegats del kan. Una altra teoria és que era kan de Turan, fill de Ming Temür (Mangu Timur) i nebot de Mahmud Khirz.
El 1370 Miquel de Tver va enfrontar altre cop a Demetri de Moscou que havia saquejat la ciutat de Zubtsef i altre cop va cridar als lituans; al mateix temps va demanar a Mamai un yarligh que li concedia el gran principat de Vladímir; Mamai, que volia tenir bones relacions amb els lituans, va enviar un delegat per investir a Miquel com a gran príncep de Vladímir però Demetri vigilava les rutes i va obligar a aquest delegat a buscar refugi a Vilna. Allí l'esposa d'Olgerd, germana de Miquel, va urgir al seu marit a fer un nou atac contra el gran príncep de Moscou i quan el gel va desaparèixer de les rutes va iniciar l'atac; per tres dies va intentar conquerir la fortalesa de Volok Lamski, però fou rebutjat i llavors es va dirigir cap a Moscou a la primera setmana de novembre del 1370 (1371?) però altre cop les defenses del Kremlin van frustrar l'atac, i les forces reunides a Peremysl, que amenaçaven la seva retirada, la desafiant actitud dels Cavallers Teutònics i especialment el mal temps (fou l'hivern més sever conegut a Rússia i nevava ja des del setembre) el van fer retirar. El gener el mal temps va afluixar i el febrer es va poder fer la collita i Olgerd va acordar condicions de pau donant a la seva germana Elena en matrimoni a Demetri.
Miquel de Tver altre cop va anar a l'horda de Mamai que li va oferir un exèrcit, però Miquel no ho va acceptar i només va retornar en companyia de l'enviat del kan Sari Khoja, però Vladímir li va tancar les portes i Demetri no va admetre la seva reivindicació. Sari Khoja li va atorgar el yarligh nominalment i després va anar a Moscou on fou rebut per Demetri amb una festa i guanyat pel seu bàndol i se'n va valdre per aconseguir la bona disposició en favor seu de Mamai. A la seva tornava Demetri, acompanyat pel metropolità Alexis fins a l'Oka, va anar a l'Horda, sent rebut pel kan i per Mamai, que el va confirmar com a gran príncep, li va concedir una reducció de les taxes que pagava Moscou i va enviar una carta a Miquel on li comunicava que després de refusar l'exèrcit que li havia ofert ara hauria de buscar protectors en un altre lloc; el fill de Miquel, Ivan, estava retingut com a ostatge a l'Horda en garantia de 10.000 rubles que Miquel devia al kan, però Demetri va pagar aquesta quantitat i es va emportar Ivan com a ostatge. Miquel però no es va aturar per la sort del seu fill i va seguir els atacs. En aquest temps la República de Nóvgorod havia elegit a Miquel de Tver com el seu sobirà pendent de la confirmació del kan però quan van saber que aquest concedia el yarligh a Demetri, van canviar la seva elecció.
Demetri poc després atacava al príncep Oleg de Riazan on va fer una matança i hauria conquerit el principat si Miquel de Tver no hagués aconseguit altre cop el suport dels lituans que van envair el territori de Moscòvia; es van acostar a Pereyeslav els suburbis de la qual foren cremats, es va imposar una forta multa a Dimitrov, va obligar al príncep de Kashin a reconèixer la sobirania de Tver i van entrar a Torjek. Els novgorodians, ara lleials a Demetri, van marxar contra Torjek per recuperar-la però foren derrotats pels lituans i Miquel de Tver en revenja va cremar la ciutat (que era de fusta) i va destruir els monestirs i esglésies de la zona i es va emportar els béns dels seus habitants.
Llavors Olgerd de Lituània va iniciar la seva tercera invasió de Rússia avançant amb gran rapidesa; les forces de Miquel se li van unir a Kaluga. Aquesta vegada però els moscovites estaven preparats i van derrotar a l'avantguarda i van marxar contra els invasors; es van trobar a la vora d'un rierol i les dues parts van dubtar d'iniciar la lluita i finalment van acordar la pau, pel qual Miquel retornava totes les conquestes i acceptava no atacar les fronteres de Moscou i aquest principat feia la mateixa promesa amb relació a les fronteres de Tver; Olgerd no feria cap pas a l'Horda contra cap dels prínceps.
Demetri de Moscou va interferir també en el clergat rus; el metropolità Alexis estava al peu de la tomba i el patriarca Fileteu (Philothaeus) va nomenar com a successor a Ciprià, un erudit serbi, sense consultar al gran príncep el qual en resposta va nomenar a Mityai, sacerdot de la parròquia de Kolomna, que era el seu confessor i el portasegells, que era molt reputat però era secular; es va assegurar la benedicció d'Alexis en favor de Mityai que a la mort d'Alexis fou proclamar metropolità, i se'l va enviar a Constantinoble per ser ordenat bisbe, acompanyat d'un nombrós seguici en el que hi havia tres arximandrites i sis sacerdots; però quan passava per les fronteres de Riazan al deserts de Polovtsi fou arrestat pels tàtars i portat davant Mamai; el va poder convèncer i li va donar u salva conducte del kan Talubeg (Tulunbeg), però Mityai no va arribar al destí doncs va morir en ruta. Mityai portava diversos decrets en blanc per ser omplerts per Mityai segons les circumstàncies i un dels seguidors del difunt, Pimen, arximandrita de Pereyeslav, va omplir un decret demanant (en nom de Dimitri) al patriarca ser nomenat com a metropolità; a Constantinoble això va despertar algunes sospites però unes donacions generoses a les persones adequades van esvair tota oposició i Pimen fou consagrat a Santa Sofia. Demetri es va molestar quan se'n va assabentar i va refusar reconèixer a Pimen que fou arrestat i privat de la seva mitra i Ciprià fou finalment reconegut com a metropolità de Rússia.
L'hauria succeït vers el 1373 Ilban Khan.